# Santa Cecilia (título cardenalicio)
El título cardenalicio de Santa Cecilia, probablemente, fue instituido a raíz del martirio de Santa Cecilia durante la persecución de Diocleciano.
No se sabe el Papa que lo instituyó, pero aparece en la lista del sínodo romano de 1 de marzo de 499.
Entre sus titulares figuran cuatro papas: Esteban III (Stephen), Víctor III (Dauferius), Martín IV (Simon de Brie) y Gregorio XIV (Niccolò Sfondrati).

## Titulares
- Giacomo Aventino (?) (319?-?)
- Romano Dinamio (?) (335?-?)
- Ammonio Seleusio (?) (377?-?)
- Valentino Salaminio (?) (414?-?)
- Frodiano Narciso (o Herodiano) (436?-?)
- Tusco Domno (463?-?)
- Martiniano (or Marciano?) (494-?)
- Marciano (?) (499- antes del 514)
- Sabino Ponzio (514-?)
- Bonifacio (circa 530)
- Gotus Bonifacio (590?-?)
- Vittore (590- antes del 604)
- Rufo Adeodato (604-?)
- Giovanni (714- antes del 731?)
- Sisinnio (731-761)
- Maginensio Ascanio (?) (741-768?)
- Stefano (761-768)
- Giusto (827- antes dell'853)
- Leone (853- antes dell'867)
- Leone (867- antes dell'872)
- Giovanni (872-?)
- Stefano (964- antes del 967)
- Gianvier (o Giovanni, o Gennaro) (965- antes del 1012)
- Stefano (antes del 1012- antes del 1033)
- Stefano (1033-1043)
- Giovanni (1044- antes del 1058)
- Dauferio (o Desiderio), O.S.B. (1059-1086)
- Giovanni (?) (1099-?)
- Pietro (circa 1099- circa 1107)
- Giovanni (circa 1107- circa 1120)
- Giovanni Roberto Capizzuchi (1125-1127)
- Joselmo (o Goselino, o Joselino, o Anselmo) (1128- circa 1138)
- Goizzone (o Goizo) (1138- circa 1146)
- Ottaviano de Ponticello (1151-1159)
- Manfred (o Mainfroy), O.S.B. (1173-1176)
- Tiberio Savelli (1176-1178)
- Pietro da Licate (1178)
- Cinzio Papareschi (o dei Guidoni Papareschi) (1178-1182)
- Pietro Diana (o Giana, o Piacentino, o da Piacenza) (1188-1208)
- Pelagio Galvani (o Galvão), O.S.B. (1210-1213)
- Simon de Sully (o Simeon o de Solliaco) (1231-1232)
- Simón de Brion (o Simeon, o de Brie, o de Mainpincien) (1261-1281)
- Jean Cholet (1281-1293)
- Tommaso d'Ocre, O.S.B Coel. (1294-1300)
- Guillaume Pierre Godin, O.P. (1312-1317)
- Guy de Boulogne (o de Montfort) (1342-1350)
- Bertrand Lagier, O.Min. (1375-1378)
- Bonaventura Badoer Peraga, O.E.S.A. (1378-1389)
- Adam Easton, O.S.B. (1389-1398)
- Guillaume de Vergy (1391-1407), pseudocardenal del antipapa Clemente VII
- Antonio Gaetani (1402-1405)
- Antonio de Challant (1412-1418)
- Pedro Fernández de Frías (1419-1420, in commendam)
- Louis Alemán (1426-1440)
- Rinaldo Piscicello (1456-1457)
- Niccolò Fortiguerra (1460-1473)
- Giovanni Battista Cibo (1474-1484)
- Giovanni Giacomo Schiaffinati (1484-1497)
- Francisco de Borja (1500-1506)
- Francesco Alidosi (1506-1511)
- Carlo Domenico del Carretto (1513-1514)
- Thomas Wolsey (1515-1530)
- Gabriel de Gramont (1531-1534)
- Francesco Corner (1534)
- Jean du Bellay (1535-1547)
- Charles de Lorena (1547-1555)
- Robert de Lénoncourt (1555-1560)
- Alfonso Gesualdo (1561-1572)
- Vacante (1572-1585)
- Niccolò Sfondrati (1585-1590)
- Paolo Camillo Sfondrati (1591-1611); in commendam (1611-1618)
- Giambattista Leni (1618-1627)
- Federico Corsaro (1627-1629)
- Giovanni Domenico Spinola (1629-1646)
- Michele Mazzarino, O.P. (1647-1648)
- Gaspare Mattei (1648-1650)
- Francesco Angelo Rapaccioli (1650-1657)
- Ottavio Acquaviva d'Aragona, Jr. (1658-1674)
- Philip Thomas Howard of Norfolk, O.P. (1676-1679)
- Giambattista Spinola (1681-1696)
- Celestino Sfondrati, O.S.B. (1696)
- Jacopo Antonio Morigia, B. (1699-1708)
- Francesco Acquaviva d'Aragona (1709-1724)
- Filippo Antonio Gualterio (1725-1726)
- Cornelio Bentivoglio (1727-1732)
- Troiano Acquaviva d'Aragona (1733-1747)
- Joaquín Fernández Portocarrero (1747-1753); in commendam (1753-1757)
- Giorgio Doria Pamphilj Landi (1757-1759)
- Cosimo Imperiali (1759-1764)
- Giuseppe Maria Feroni (1764-1767)
- Ferdinando Maria de Rossi (1767-1775)
- Girolamo Spinola (1775); in commendam (1775-1784)
- Hyacinthe Sigismond Gerdil, B. (1784-1802)
- Giuseppe Maria Doria Pamphilj (1802-1803); in commendam (1803-1818)
- Giorgio Doria Pamphilj Landi (1818-1837)
- Giacomo Luigi Brignole (1838-1847); in commendam (1847-1853)
- Giovanni Brunelli (1853-1861)
- Karl August von Reisach (1861-1868)
- Innocenzo Ferrieri (1868-1887)
- Mariano Rampolla del Tindaro (1887-1913)
- Domenico Serafini, O.S.B. (1914-1918)
- Augusto Silj (1919-1926)
- Bonaventura Cerretti (1926-1933)
- Francesco Marmaggi (1936-1949)
- Gaetano Cicognani (1953-1959)
- Albert Gregory Meyer (1959-1965)
- John Patrick Cody (1967-1982)
- Carlo Maria Martini, S.I. (1983-2012)
- Gualtiero Bassetti (2014 - al presente)